# Der kleine Lord (1962)
Der kleine Lord ist ein deutscher Fernsehfilm von Franz Josef Wild aus dem Jahr 1962 basierend auf dem gleichnamigen Roman von Frances Hodgson Burnett und dem gleichnamigen Jugendstück von Thekla und Guido von Kaulla. In der Titelrolle des kleinen Lord Fountleroy ist Manfred Kunst besetzt, sein Großvater, der Graf von Dorincourt, wird von Albrecht Schoenhals verkörpert und seine Mutter von Gertrud Kückelmann.

## Handlung
Cedric „Ceddie“ Errol und seine Mutter Jennifer leben in New York in bescheidenen Verhältnissen. Cedric ist überall beliebt. Seine besten Freunde sind der Schuhputzer Dick Tipton und der Ladenbesitzer Mr. Hobbs. Nun soll der Junge nach England ziehen, um dort bei seinem Großvater zu leben. Nach dem Tod seines Vaters ist er der Erbe des reichen alten Herrn. Cedrics Mutter darf das Anwesen jedoch nicht betreten, da der Großvater Amerikaner nicht ausstehen kann und immer schon Vorbehalte gegen die Frau hegt, die sein Sohn gewählt hatte. Auch sonst ist Cedrics Großvater ein Griesgram und Menschenfeind, der seiner Umwelt mit unnachgiebiger Härte begegnet.
Cedric gelingt es, den verbitterten alten Mann nach und nach in einen Menschenfreund zu verwandeln. Die Liebe zu seinem kleinen Enkel lässt ihn nun Entscheidungen treffen, die er zuvor niemals so gefällt hätte. Cedrics Glaube daran, dass sein Großvater ein großzügiger und liebenswerter Mann ist, der immer nur an andere denkt, schmeichelt ihm und bewirkt tatsächlich eine Verwandlung hin zu dem Mann, den Cedric in ihm sieht.
Gerade als alles sich gut fügt, taucht eine Frau auf, die Besitzansprüche auf den Titel und die damit verbundenen Rechte für ihren Sohn anmeldet. Graf Dorincourt ist außer sich, zumal diese Frau all das verkörpert, was er so vehement ablehnt. Cedrics Freund Dick in Amerika erkennt jedoch in einem in der Zeitung abgebildeten Foto der Frau, die Besitzansprüche geltend macht, Minna, die Frau seines älteren Bruders. Er ist davon überzeugt, dass es sich bei Minnas Sohn um seinen Neffen handelt. Dieser habe eine Narbe, daran könne man ihn leicht erkennen. Als der Graf davon erfährt, lädt er Mr. Hobbs, Dick und dessen Bruder Ben umgehend aufs Schloss ein. Dadurch fliegt Minnas Schwindel auf, die unter Schimpfen den Rückzug antritt.
Als man anderentags Cedrics Geburtstag feiert, ist natürlich auch seine Mutter dabei, die auf ausdrückliche Bitte des Grafen nun ebenfalls im Schloss wohnen wird. Als sein Großvater Cedric dann auch noch seine Freunde präsentiert, ist der kleine Lord überglücklich. Ein beeindruckendes Feuerwerk krönt den Abschluss dieses Tages.

## Produktion
Regisseur Franz Josef Wild verlegte die Handlung dieser ersten deutschen Verfilmung von den 1880er Jahren in die damalige Gegenwart der 1960er. Dies wird bereits in der Eröffnungsszene offensichtlich, als Mr. Havisham per Linienflug in New York eintrifft. Die Anpassungen beschränken sich allerdings weitgehend auf den technischen Fortschritt und das äußere Erscheinungsbild der Figuren. Gesellschaftliche, politische und wirtschaftliche Veränderung werden hingegen kaum berücksichtigt, was zu verschiedenen Anachronismen führt.
Die Produktionsleitung des Films lag bei Ullrich Steffen, die Aufnahmeleitung bei Max Herbst. Für die Filmbauten trug Peter Scharff die Verantwortung.
Einige Kulissen, besonders in den New Yorker Straßenszenen in und um Mr. Hobbs′ Laden, erinnern stark an eine Theaterbühne.
Der Film wurde vom Bayerischen Rundfunk produziert und am 24. Dezember 1962 erstmals im Programm der ARD Das Erste ausgestrahlt. Der Pidax Film- und Hörspielverlag gab den Film im Rahmen seiner Reihe „Pidax Film-Klassiker“ am 15. Juni 2012 auf DVD heraus.

## Kritik
„Sein [Franz Josef Wilds] Film mit dem kleinen Manfred Kunst in der Titelrolle lief zu Weihnachten 1962 und wurde damals vom Publikum und der Kritik gleichermaßen bejubelt.“